# 贡氏蓑蛛鱼
贡氏蓑蛛鱼（学名：Bathypterois guentheri），又稱貢氏深海青眼魚、貢氏深海狗母魚，為輻鰭魚綱仙女魚目爐眼魚科深海狗母魚屬下的一个种，分布於印度西太平洋海域，屬深海底棲性魚類，深度800-1500公尺，體長可達26公分，棲息在底層水域，生活習性不明。